# Chalybeothemis pruinosa
Chalybeothemis pruinosa is een libellensoort uit de familie van de korenbouten (Libellulidae), onderorde echte libellen (Anisoptera).
De wetenschappelijke naam Chalybeothemis pruinosa is voor het eerst geldig gepubliceerd in 2007 door Dow, Choong & Orr.